# Okręg Denali
Okręg Denali (ang. Denali Borough) – okręg w Stanach Zjednoczonych położony w stanie Alaska. Siedziba okręgu znajduje się w mieście Healy. Okręg został wydzielony z okręgu niezorganizowanego i utworzony w roku 1990.
Zamieszkany przez 1826 osób. Największy odsetek ludności stanowi ludność biała (89,6%), natomiast rdzenni mieszkańcy stanowią 3,6%.

## Miasta
- Anderson

## CDP
- Cantwell
- Ferry
- Healy
- McKinley Park